# 戴菊
戴菊（学名：Regulus regulus）为戴菊科戴菊属的鸟类。是一種非常小的雀形目鳥類，屬於戴菊科。牠鮮豔的金黃色冠羽，以及在歐洲民間傳說中被稱為「鳥中之王」，這些都賦予了其英文及學名的來源。學名R. regulus意為「小國王」或「王子」。在其廣大的分佈範圍中，確認了多個亞種，包括古北界大部分地區以及馬卡羅尼西亞和冰島的島嶼。來自繁殖範圍北部和東部的鳥類會遷徙到更南方的地區過冬。该物种的模式产地在欧洲。
這種戴菊有綠色的上半身和白色的下半身，並有兩條白色的翼斑。牠的臉部簡單，與黑色虹膜和明亮的頭部冠羽形成對比，雄鳥的冠羽為橙色和黃色，而雌鳥則為黃色，這些特徵在繁殖季節會被展示出來。牠與普通火冠戴菊（Regulus ignicapilla）外觀相似，後者主要也分佈在歐洲，但火冠戴菊有明顯的青銅色肩部和鮮明的臉部花紋。其鳥類鳴唱由重複的高音調組成，比其近親的音調略高。在加那利群島的戴菊現在被分為兩個亞種，但以前被認為是火冠戴菊的亞種或獨立物種Regulus teneriffae。
戴菊在針葉林和花園中繁殖，牠們會在樹枝上建造緊密的三層巢穴。由雌鳥單獨孵化10到12顆鳥蛋，雛鳥由雙親共同餵養；通常會有第二窩。這種戴菊不斷活動，尋找食蟲動物，冬季時經常與山雀群一起出現。牠可能會被猛禽捕食或攜帶寄生蟲，但由於其廣泛的分佈和龐大的族群，牠並未被認為存在任何重大的保護問題。

## 描述
戴菊雄鸟上体橄榄绿色，额基灰白色，额灰黑色，头顶中央有一前窄后宽的金橙色斑，两侧缀以柠黄色，冠羽可微微竖起，侧冠纹黑褐色，眼周灰白色，头颈余部灰橄榄绿色；翼和尾黑褐色缀有黄绿色羽缘，翼上内侧初级飞羽和次级飞羽近基部形成一椭圆形黑斑，中覆羽和大覆羽的淡黄色先端在翼上形成两道明显的浅色翼斑；下体灰黄白色，两胁沾灰褐色；虹膜褐色，喙黑色，脚淡褐色。雌鸟似雄鸟，但羽色较暗淡，头顶中央不为橘黄色而为柠檬黄色。戴菊雄鸟头顶部为橙黄色，犹如头顶一荣黄色菊花，故此得名。
戴菊是歐洲最小的鳥類，長度約為8.5—9.5 cm（3.3—3.7英寸）， 翼展13.5—15.5 cm（5.3—6.1英寸），體重約4.5—7.0 g（0.16—0.25 oz）。牠的外觀與鶯類似，上半身呈橄欖綠色，下半身為淡黃色，並有兩條白色翼斑，臉部簡單，虹膜為醒目的黑色。牠的頭頂有黑色的兩側和狹窄的黑色前部，冠羽鮮亮，雄鳥為橙色中央和黃色，雌鳥則全為黃色； 當雄鳥展示時，鮮明的橙色條紋會變得更加顯眼。 小巧、細長的喙為黑色，雙腿為深肉棕色。
除了冠羽顏色外，兩性相似，但在新的羽毛中，雌鳥的上半身顏色可能稍淡，且下半身比成年的雄鳥更灰。幼鳥與成鳥相似，但上半身顏色較黯淡，且沒有彩色冠羽。雖然尾羽和飛行羽可能會保留到第一個冬天，但到那時，幼鳥在野外幾乎與成鳥無法區分。 牠們的飛行方式獨特，翅膀快速拍動，偶爾會突然改變方向。覓食時的短距離飛行混合了快速衝刺和拍動，經常伴隨著盤旋。牠們在樹葉間不安地移動，經常在樹枝和樹幹上爬行。

### 辨識

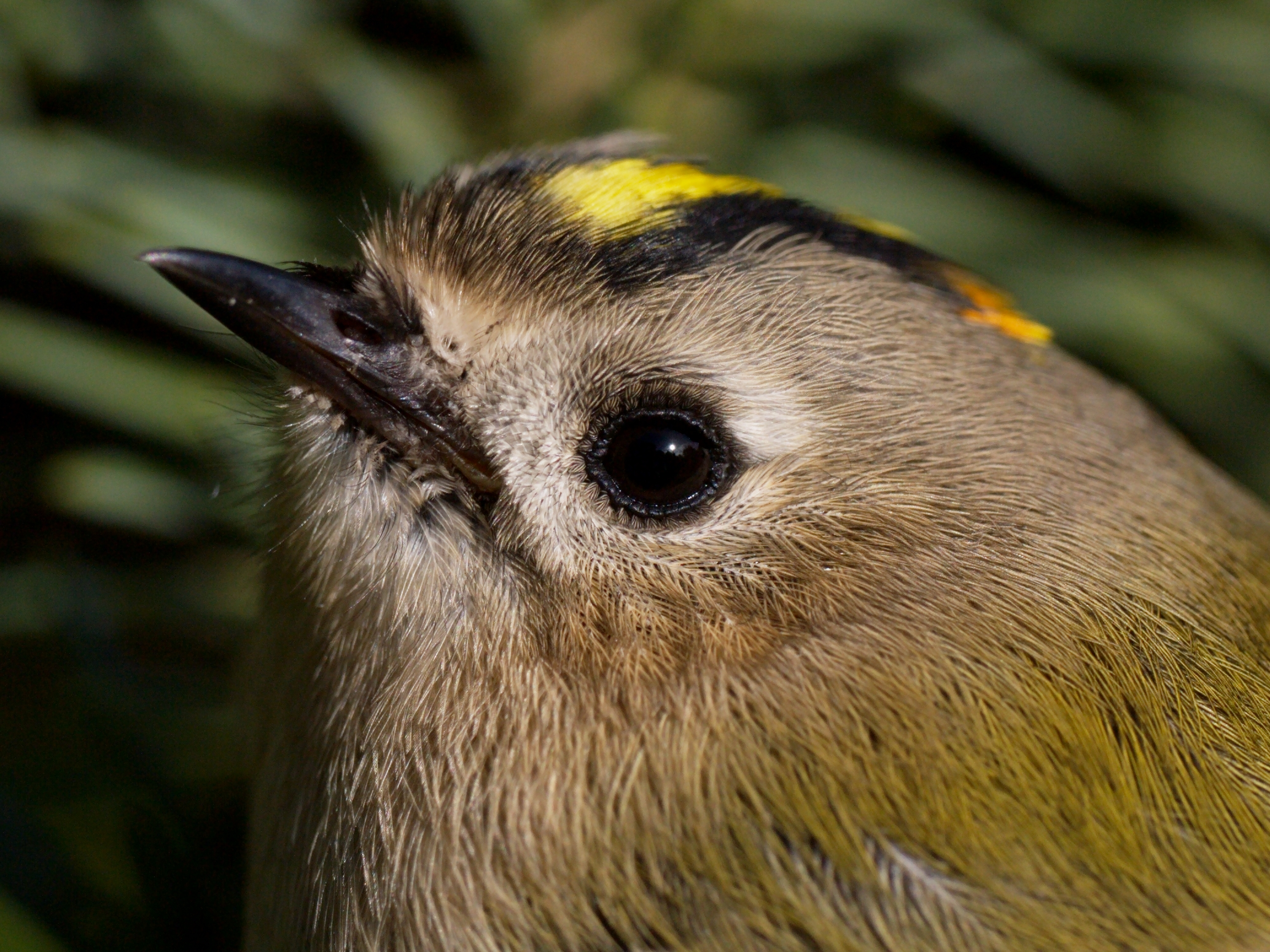
指名亞種, R. r. regulus, 在比利時。戴菊明亮的羽冠和相對樸素的臉。後冠的橙色表明這是一隻雄性。

戴菊通常很容易與其分佈範圍內的其他小鳥區分開來，但若觀察不清楚，可能會與火冠戴菊或黃眉柳鶯混淆。 成年火冠戴菊有明顯的臉部花紋，顯示出明亮的白色眉紋和黑色眼紋，而幼鳥通常也有足夠明顯的臉部花紋，使其與臉部簡單的戴菊輕鬆區分開來。黃眉柳鶯有黃色眉紋和淡色冠紋，因此也顯示出不同的頭部花紋。
來自美洲的戴菊科物種紅冠戴菊可能會比較難區分。牠的臉部與其舊大陸的親戚一樣簡單，但雄鳥的冠羽為紅色，沒有黃色或黑色邊緣。雌鳥和幼鳥紅冠戴菊則沒有紅色冠羽，但與同樣沒有冠羽的戴菊幼鳥相比，美洲鳥類體型較大，具有明顯的白色眼圈和黃色翼斑。

## 聲音

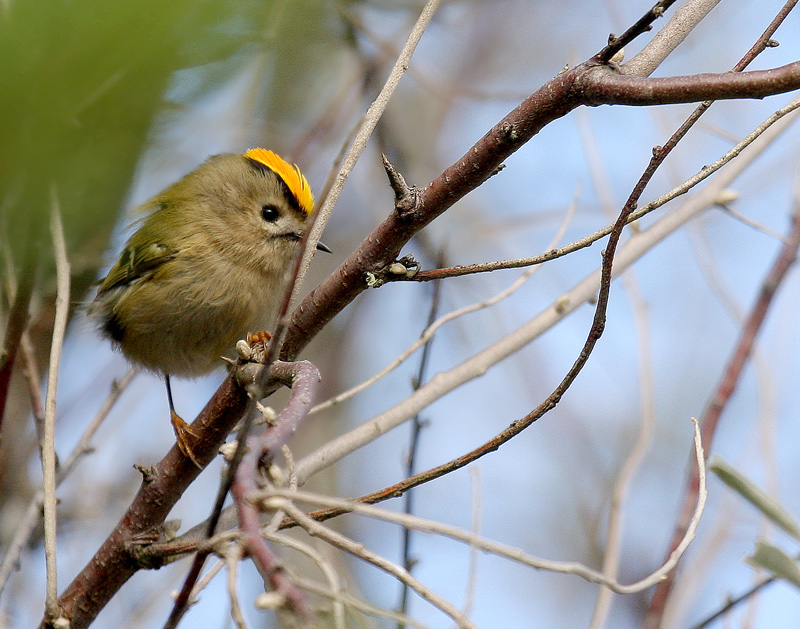
法國的雄性，展示橙色冠羽，鑲嵌在黃色羽毛的狹窄邊緣內

戴菊的典型鳥類鳴聲聯絡叫聲是一種細長、高音的zee，每隔1到4秒發出一次，所有音符的音高相同。有時結尾會更短促，或以更快的速度發出。這叫聲比火冠戴菊的叫聲更高、更柔和。雄性戴菊的鳴唱是非常高且細的雙音cedar，重複5到7次，並以一個華麗的結尾cedarcedar-cedar-cedar-cedar-stichi-see-pee。 整個鳴唱持續3到4秒，每分鐘重複5到7次。這鳴唱通常在雄鳥覓食時發出，幾乎全年都能聽到。牠們還有一種低沉、連續的次級鳴唱。 雄性戴菊有時會對火冠戴菊的鳴唱或叫聲錄音表現出領域反應，但反之則不然，因為火冠戴菊的鳴唱結構比牠的近親更為簡單。
大陸戴菊的鳴唱在其分佈範圍內僅略有不同，且只有一種鳴唱類型，但在孤立的馬卡羅尼西亞族群中出現了更多的差異。不僅在不同島嶼之間存在變異，甚至在同一島嶼內也有差異。例如，亞速爾群島的雄性戴菊可擁有多達三種鳴唱類型。亞速爾群島的方言分為兩大類，這兩種方言都無法在播放實驗中引起歐洲雄性戴菊的反應。 在加那利群島也有兩個主要的方言群體，一個是廣泛分佈的、與歐洲版本相似的方言，另一個則限制於特內里費島的山區。 這些鳴唱的變異被用來研究戴菊在馬卡羅尼西亞群島的定居模式，並識別出一個先前未知的亞種。

## 分類
戴菊是鳥類中的一個小群體，有時被歸入舊世界鶯類，但通常被賦予科的地位， 特別是最近的研究顯示，儘管外觀上有相似之處，牠們在系統發育上與鶯類有著較遠的親緣關係。 戴菊科（Regulidae）及屬名Regulus，來源於拉丁語， 是rex的縮小形式，意為「小國王」。 戴菊首次由卡爾·林奈於1758年在其著作《自然系統》中以Motacilla regulus之名描述（特徵為）。 1790年，英國博物學家約翰·萊瑟姆將其移至鶯屬（Sylvia）， 1800年，法國動物學家喬治·居維葉將其歸入現今的屬中。
關於台灣的火冠戴菊（Regulus goodfellowi）的關係也一直存在爭議。牠有時被視為普通火冠戴菊的一個亞種，但其領地鳴聲與喜馬拉雅山地區的戴菊亞種相似，且基因數據顯示，牠是戴菊的最親近親屬，儘管牠的別名中有火冠戴菊，但實際上與火冠戴菊的親緣關係較遠。 火冠戴菊大約在300萬到310萬年前與戴菊分化。

### 亞種

#### 歐亞大陸

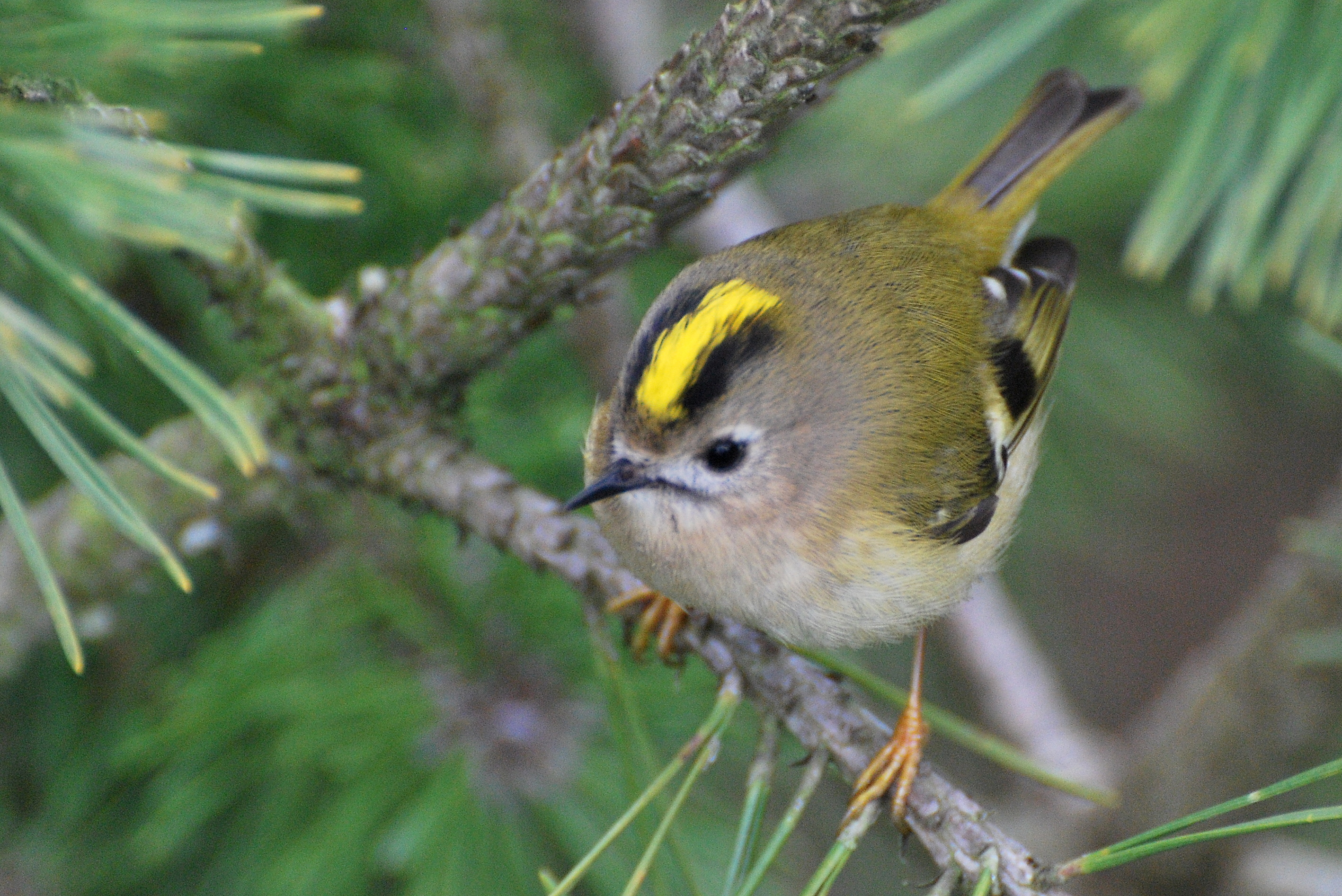
雌性R. r. regulus 英國

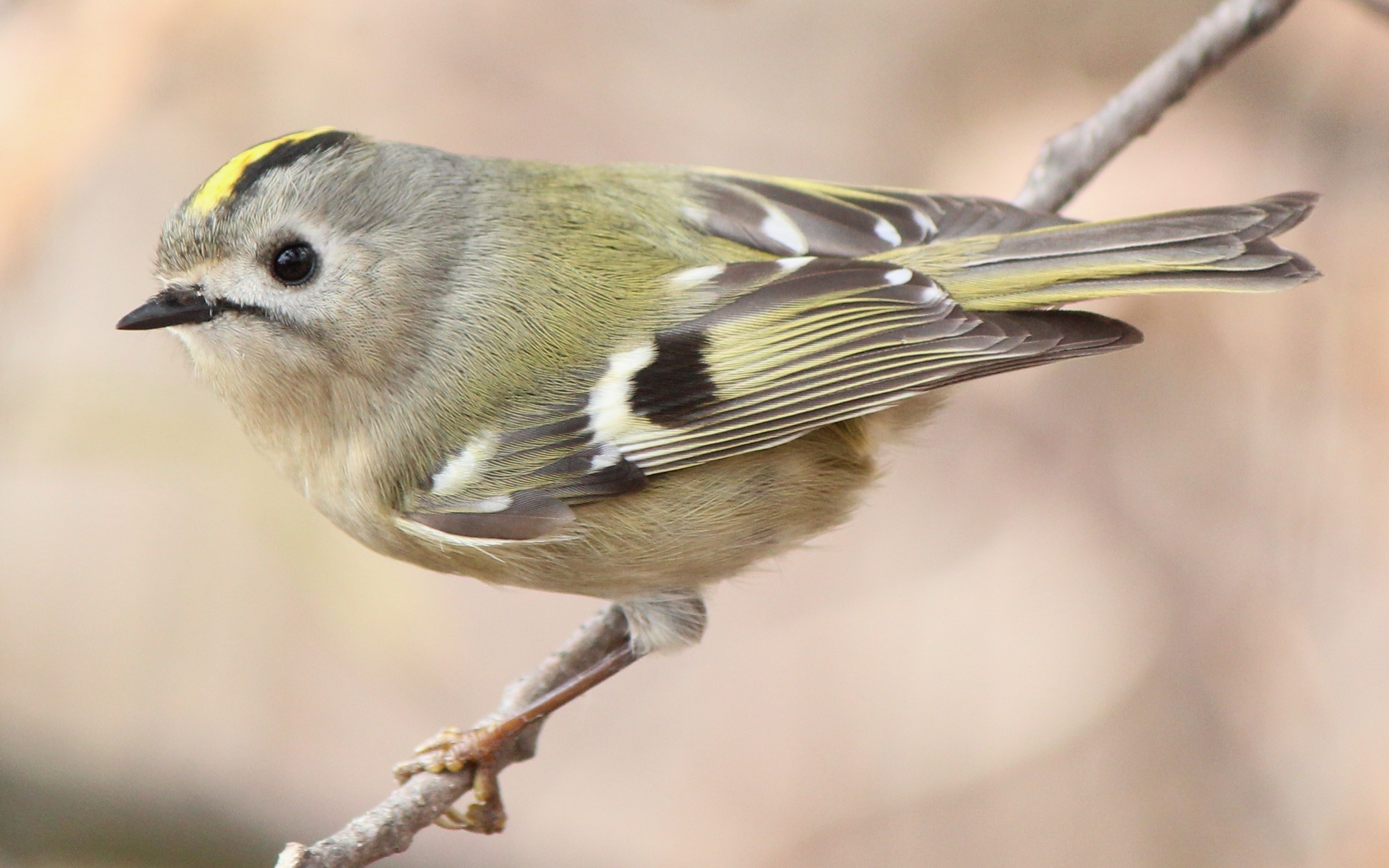
R. r. japonensis 日本

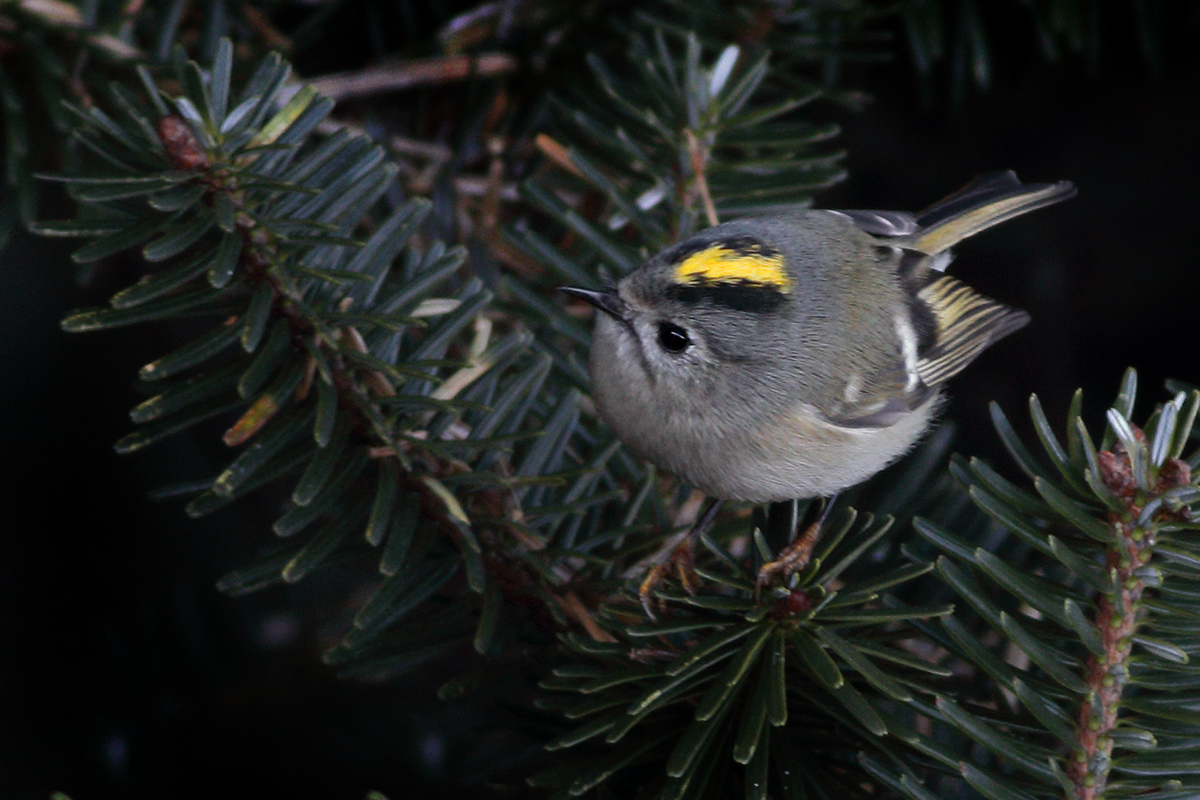
R. r. sikkimensis 潘戈拉卡野生動物保護區, 錫金， 印度。

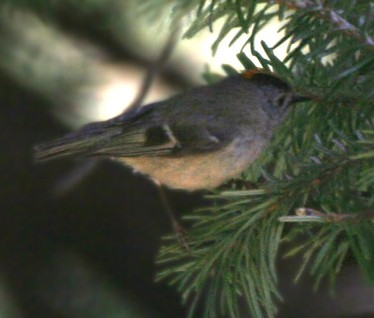
可能為 R. r. himalayensis 亞種雄鳥，下半身比歐洲亞種更蒼白。

戴菊的幾個亞種已被描述。 在歐亞大陸，一般公認有九個非常相似的亞種，牠們之間的差異僅在於羽毛色調的細節。 在基因層面，兩個中亞型態，R. r. sikkimensis 和 R. r. himalayensis 彼此非常接近，僅在近期才有所分化，但牠們與西部亞種約在280萬年前分化。
- R. r. regulus（林奈，1758）：分佈於大部分歐洲地區；這是指名亞種。
- R. r. himalayensis（波拿巴，1856）：分佈於喜馬拉雅山脈；與指名亞種相似，但上半身顏色略淡，且下半身更白。
- 戴菊东北亚种 R. r. japonensis（布萊基斯頓，1862）：分佈於東亞，包括日本、韓國、中國和西伯利亞；牠比指名亞種更綠，上半身顏色更深，且有寬闊的白色翼斑。在中国大陆，分布于东北、河北、河南、西至甘肃和青海、山东、江苏、浙江、福建等地。该物种的模式产地在日本。[24]
- 戴菊新疆亚种 R. r. tristis（Pleske，1892）：分佈於中國和中亞，冬季遷徙至阿富汗東北部。理察·梅納茨哈根記錄的來自拉達克的這種種群被認為是偽造的。[25] 這亞種具有明顯的特徵，冠羽黑邊幾乎缺失。雄鳥的頭頂比其他型態更黃，且下半身顏色更加暗淡偏灰。在中国大陆，分布于新疆.青海等地。该物种的模式产地在Turkestan。[26]
- R. r. coatsi（Sushkin，1904）：分佈於俄羅斯和中亞，上半身顏色比指名亞種更淡。
- 戴菊西南亚种 R. r. yunnanensis（Rippon，1906）：分佈於東喜馬拉雅山脈、緬甸和中國；牠類似R. r. sikkimensis，但整體顏色更深，上半身為深綠色，下半身顏色較深的黃褐色。在中国大陆，分布于甘肃、陕西、四川、贵州、云南、西藏等地。该物种的模式产地在云南。[27]
- R. r. hyrcanus（扎魯德尼，1910）：僅分佈於伊朗；與R. r. buturlini相似，但顏色稍深。
- R. r. buturlini（Loudon，1911）：分佈於東歐、高加索和中亞。上半身顏色比指名亞種更淡，呈灰綠色而非橄欖色。
- 戴菊青藏亚种 R. r. sikkimensis（R. 邁納茲哈根 和A. 邁納茲哈根，1926）：分佈於印度和中國。牠比R. r. himalayensis顏色更深，比指名亞種更綠。在中国大陆，分布于青海、甘肃、西藏等地。该物种的模式产地在锡金。[28]

#### 大西洋群島
在馬卡羅尼西亞的群島上發現了兩組戴菊分類群。加那利群島的鳥類是古代的殖民者，而亞速爾群島的鳥類則來源較近期。在馬德拉沒有戴菊，當地只有馬德拉火冠戴菊這一Regulus物種。
加那利群島的殖民過程分為兩個階段。首先是大約190萬到230萬年前佔領了特內里費和戈梅拉島，隨後大約130萬到180萬年前單獨入侵了耶羅島和拉帕爾馬島。
來自加那利群島的鳥類特別具有區別性，牠們有黑色的前額，粉紅褐色的下半身和顏色更深的閉合翅膀， 以前有時被視為火冠戴菊的亞種或不同的Regulus物種。 不論牠們棲息在哪個島嶼，牠們都曾被稱為「特內里費戴菊」；然而，2006年的一項關於這些鳥類鳴聲的研究表明，牠們實際上由兩個可以在聲音上區分的戴菊亞種組成：R. r. teneriffae 出現在特內里費，而新描述的亞種R. r. ellenthalerae，西加那利群島戴菊，則出現在拉帕爾馬島和耶羅島的小島上。

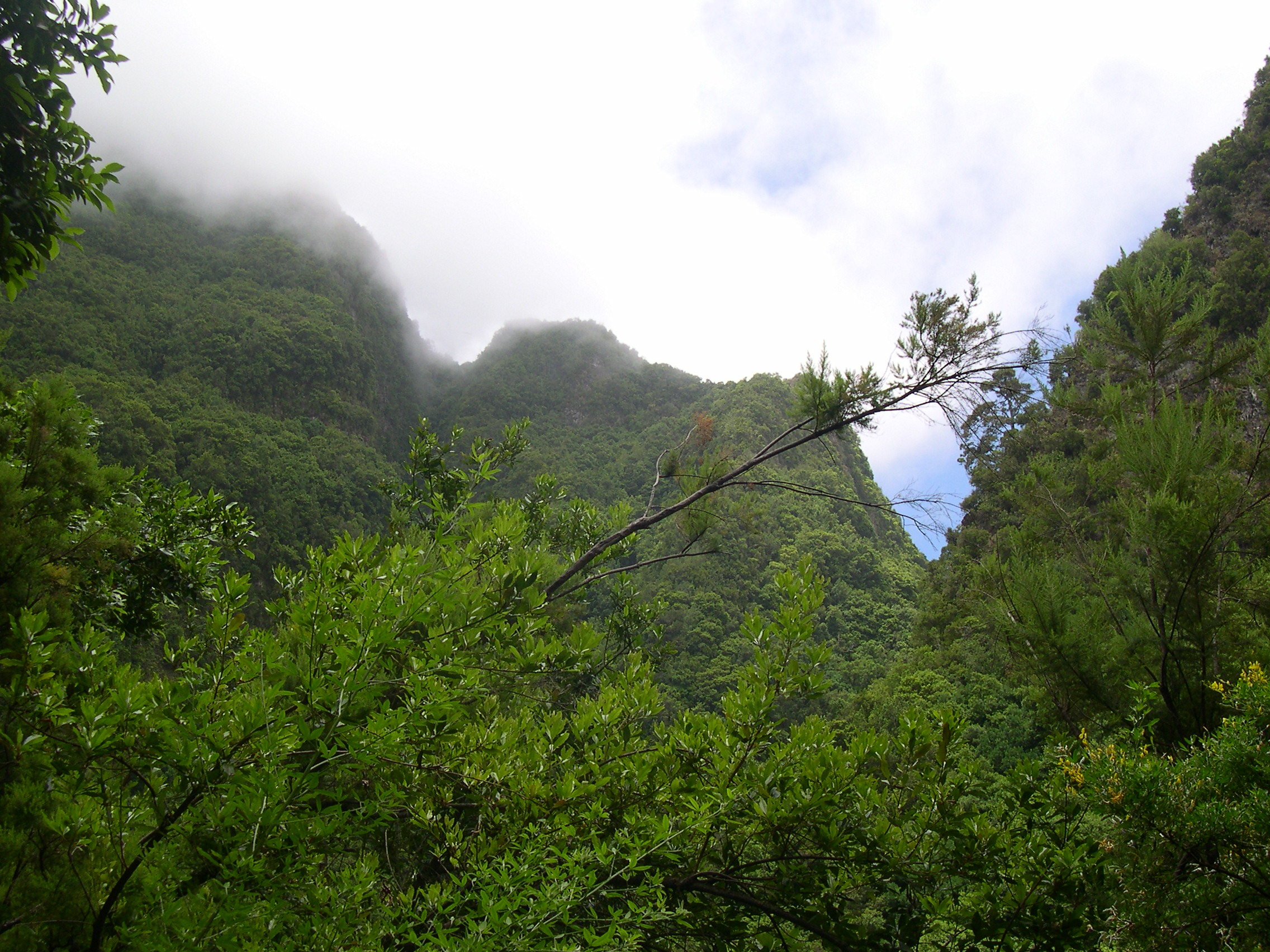
最近發現的亞種 R. r. ellenthalerae 出現在拉帕爾馬島（上圖）的勞里斯爾瓦森林和加那利群島的El Hierro

- 特內里費戴菊R. r. teneriffae（塞博姆，1883）：分佈於特內里費島和拉戈梅拉島，加那利群島；這是一個具有區別性的小亞種，前額為黑色，下半身為粉紅褐色。
- 西加那利群島戴菊R. r. ellenthalerae（Päckert et al.，2006）：分佈於拉帕爾馬島和耶羅島，加那利群島。

歌曲、基因和形態學的差異表明，亞速爾群島大約在更新世晚期，即約10萬年前發生了一次單次入侵。可能最初是東部島嶼被殖民，隨後從聖米格爾島的西部火山口擴散到中央和西部島群，這裡同時存在東西部的鳴唱類型。  
- 聖米格爾戴菊R. r. azoricus（塞博姆，1883）：僅分佈於聖米格爾島，亞速爾群島；牠類似R. r. inermis，但下半身更偏橄欖色。
- 西亞速爾群島戴菊R. r. inermis（Murphy & Chapin，1929）：分佈於弗洛勒斯島、法亞爾島、特塞拉島、聖若熱島和皮庫島，亞速爾群島；牠的上半身顏色比指名亞種的更深，為深橄欖綠色，下半身顏色也更深。
- 聖瑪利亞戴菊R. r. sanctaemariae（Vaurie，1954）：僅分佈於聖瑪利亞島，亞速爾群島；牠比其他亞速爾亞種顏色更淡，下半身更接近白色。

### 化石
有一些更新世時期（距今260萬年到1.2萬年之前）來自歐洲的現存Regulus物種的紀錄，主要是戴菊或無法確定物種的化石。唯一的已滅絕Regulus化石是一塊距今約260萬到195萬年前在保加利亞發現的左側尺骨，被鑑定為屬於已滅絕的物種Regulus bulgaricus。戴菊的譜系在中更新世時期從這種火冠戴菊的祖先中分化出來。

## 分佈與棲地

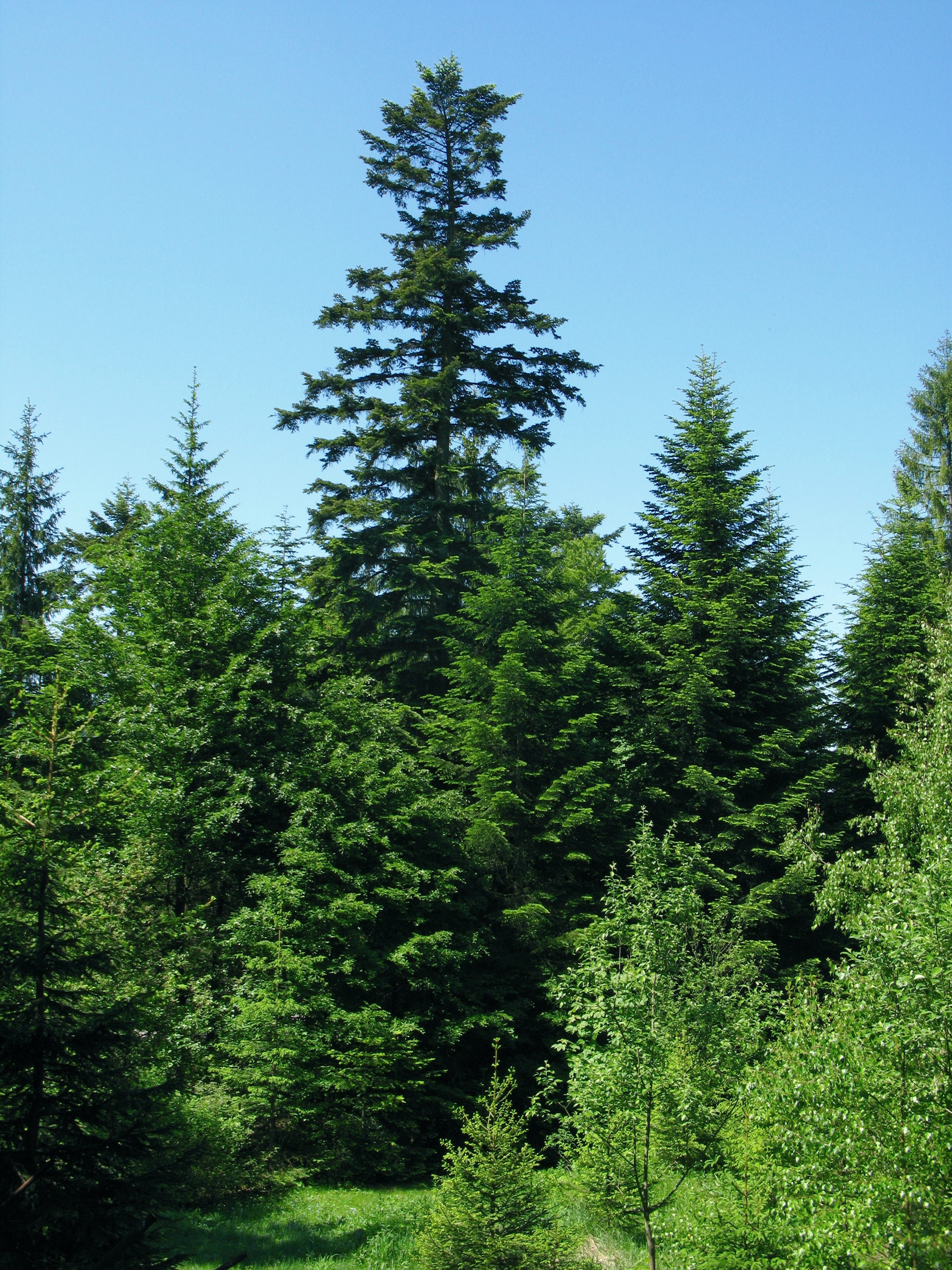
銀冷杉，一種受歡迎的築巢樹

戴菊繁殖於成熟的低地和山區針葉林，主要分佈在海拔3,000米（9,800英尺）以下，有時可達4,800米（15,700英尺）。牠們棲息於歐洲雲杉、歐洲落葉松、歐洲赤松、銀冷杉和歐洲山松等樹種中，人工景觀中也包括引入的針葉樹，如花旗松。 在歐洲雲杉林地中，愛爾蘭曾記錄到繁殖密度高達每平方公里591對（每平方英里1530對），在威爾士的花旗松和歐洲雲杉種植園中，戴菊佔所有鳥類的60%以上。 只有當地區也有雲杉或銀冷杉存在時，才會利用溫帶闊葉混交林。如公園和墓地等場所也會被利用，前提是那裡有適合的針葉樹存在。下層植被的高度和性質則無關緊要。
與茶腹鳾和旋木雀等較專業的鳥類不同，這兩者通常在樹幹上覓食，而戴菊不需要大片森林，其族群密度不依賴於森林的大小。 繁殖季節結束後，這些鳥類會遷移至落葉樹、灌木叢、荒原和其他開闊的棲地。
特內里費亞種主要棲息於以前由月桂林覆蓋的山區，現在則由白歐石楠主導的地區。牠們僅在該棲地內常見，在松樹林中則變得稀有，且只在白歐石楠也存在的地方出現。
戴菊的分佈範圍遍及整個歐亞大陸，從馬卡羅尼西亞到日本。牠們在歐洲的中部和北部溫帶及寒帶緯度常見，繁殖於7月平均溫度在13—24 °C（55—75 °F）的等溫線之間，因此主要出現在比火冠戴菊更涼爽的氣候中。進一步向東，牠們分佈於西伯利亞南部、庫頁島和日本的某些地區，天山山脈、伊朗北部以及從喜馬拉雅山脈向東至中國中部的地區。
自1999年以來，戴菊開始在冰島繁殖，到2004年已廣泛分佈，但其數量受到嚴冬的影響。 在法羅群島，牠們偶爾會繁殖。戴菊作為迷鳥曾出現在約旦和摩洛哥。

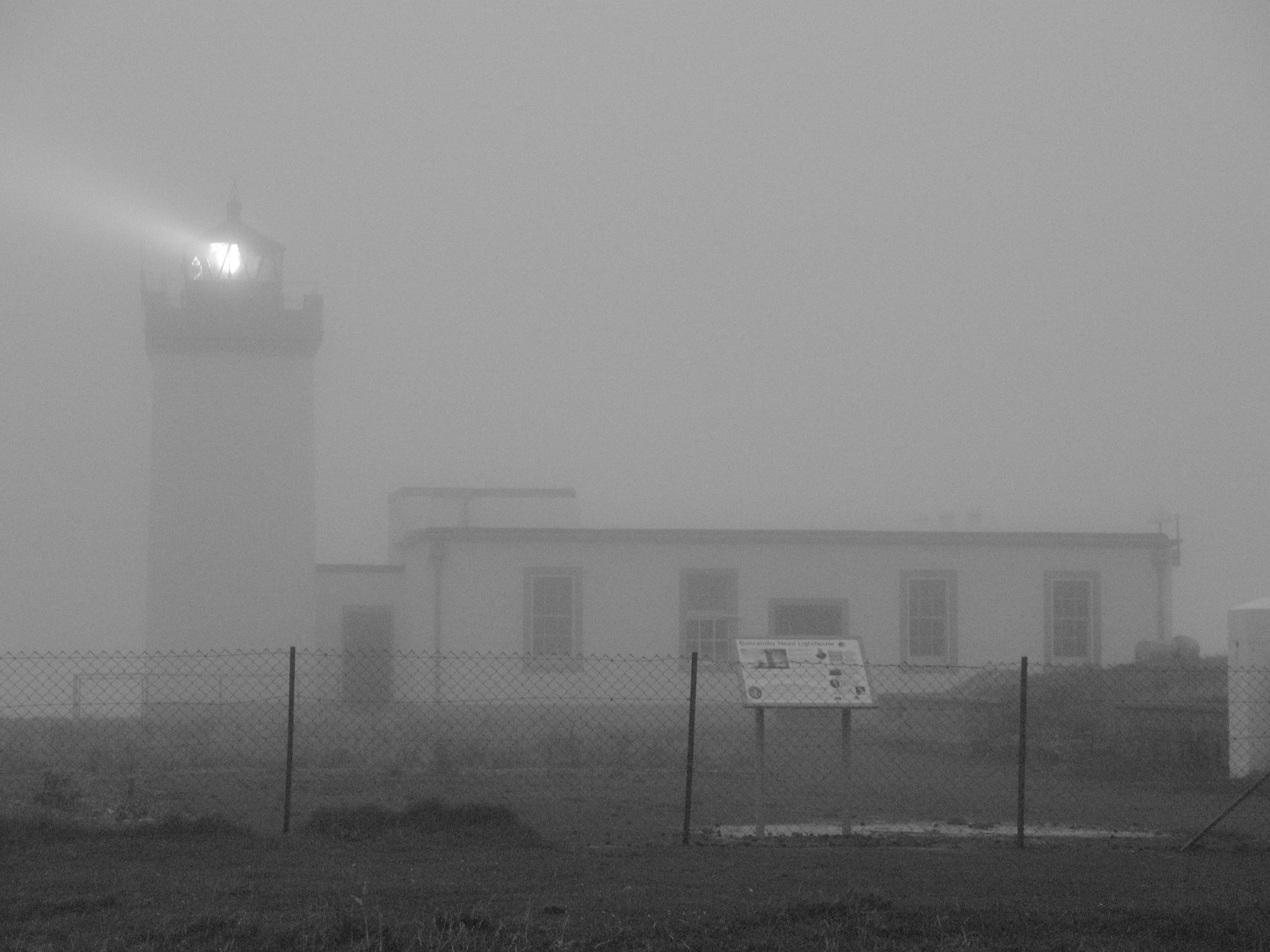
在有霧或陰天的夜晚，戴菊和其他迷失方向的候鳥可能會被大量吸引到燈塔.

這種鳥類部分遷徙，北部族群在冬季會離開繁殖區。鳥類在歐洲和亞洲繁殖範圍以南的地區過冬。芬諾斯堪底亞和俄羅斯北部的鳥類會在8月底至11月初間離開其領地，大多數在9月下旬至10月中旬間隨著第一波寒潮離開。惡劣的天氣條件可能導致迷失方向，許多鳥會在陰雨夜晚聚集在船隻上。 大量湧入的情況包括1982年10月在五月島出現的15,000隻戴菊，以及1983年9月和10月間，拉脫維亞的某一地點有近21,000隻戴菊遷徙通過。 春季遷徙在地中海島嶼上於3月底結束，但在北歐則持續至4月底或5月初。相比秋季，春季的遷徙量要少得多，這表明在遷徙過程中死亡率較高。
在波羅的海地區的一項研究顯示，北部的戴菊更有可能遷徙，並且牠們在遷徙前會增加體重；而不遷徙的南部鳥類則不會增加脂肪儲備。較晚遷徙的戴菊飛行速度較快，來自北部族群的鳥類飛行速度更快。在穿越波羅的海的路線上，牠們的遷徙速度比沿海路線更快，擁有最多脂肪儲備的遷徙速度最快。 對於這種小型鳥類來說，健康狀況不佳會影響其儲存脂肪的能力。 在匈牙利，暫時停留在遷徙途中的戴菊主要出現在灌木叢中，包括黑刺李、單花山楂和西洋梨，這些灌木提供了一些保護，防止被北雀鷹捕食。雌鳥比雄鳥稍早遷徙，但整體上雄鳥數量更多，平均性別比例為1.6:1。戴菊一天內可以飛行250—800 km（160—500 mi），但在強烈的逆風中牠們會保持較低的飛行高度。 戴菊是一種性情溫和且充滿好奇心的鳥類，疲憊的遷徙者會落在或接近人類身邊，有時甚至會在人的衣物上搜尋食物。
北大西洋振盪是一種影響西歐天氣的氣象現象。當北大西洋的氣壓變化較大時，歐洲的春季會變得更加溫暖。這會促使包括戴菊在內的主要於西歐或南歐越冬的鳥類提早北遷。自1980年代以來，這種短距離遷徙鳥類的春季遷徙提前，這與更頻繁的正向北大西洋震盪事件有關。 溫暖的春季天氣促進了植物生長，為返遷的鳥類準備了棲地。這一效應在西歐和中歐最為顯著。

## 行為

### 繁殖
戴菊是一夫一妻制的鳥類。雄鳥在繁殖季節會唱歌，通常邊覓食邊鳴唱，而不是站在樹枝上唱歌。牠們的行為展示包括向其他鳥低頭並豎起彩色的冠羽。 火冠戴菊有時會與戴菊爭奪領地，但這兩個物種之間的實際競爭可能並不激烈。一項西班牙研究表明，當一種物種在當地的數量遠遠超過另一種時，領地衝突以及雄鳥混合或交替鳴唱的現象最為頻繁；在其他情況下，兩個物種會學會忽略彼此的鳴唱。 然而，在非常小的針葉林區域，很少見到戴菊和火冠戴菊共享領地；要麼其中一種存在，要麼另一種存在，但不會兩者同時存在。雄性戴菊會捍衛自己的領地，無論對方是何物種，有時會在牠的鳴唱中加入火冠戴菊的句子。
戴菊的鳥巢是用三層材料構成的良好隔熱的杯狀結構。 外層由苔蘚、小樹枝、蜘蛛網和地衣構成，蜘蛛網還用來將巢固定在支撐它的細枝上。中層是苔蘚，內層由羽毛和毛髮襯裡。 巢比火冠戴菊的巢更大、更淺且不那麼緊湊，內部直徑約為9.0 cm（3.5英寸）。 雙方共同築巢，但主要由雌鳥完成。巢通常懸掛在垂枝上，通常高度不大，儘管艾瑞克·辛姆斯曾記錄到巢的高度可達1.0—22米（3.3—72.2英尺），有一對甚至將巢築在雀鷹巢的1.0米（3.3英尺）上方。

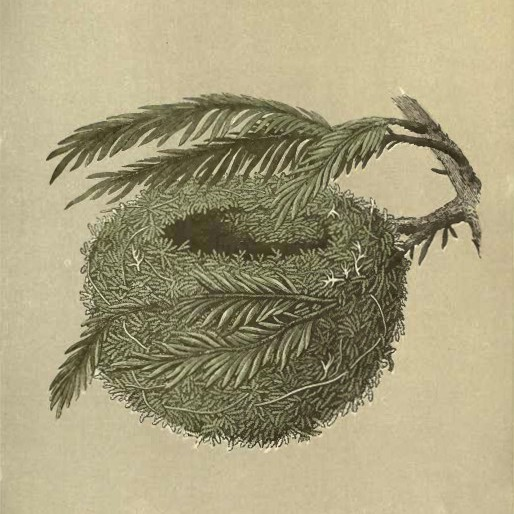
巢和針葉樹小樹枝的舊圖

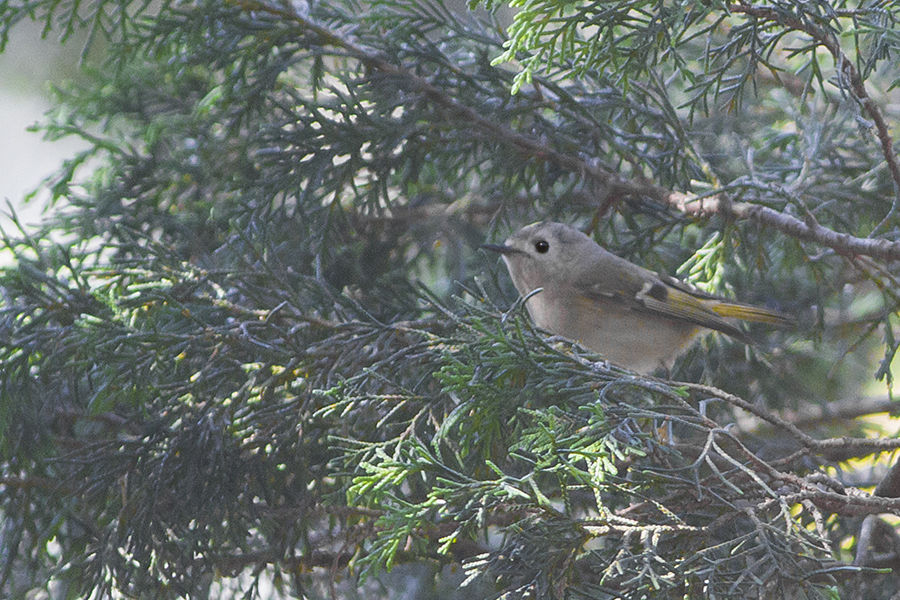
亞種 R. r. himalayensis 維納亞克村, 北阿坎德邦，印度

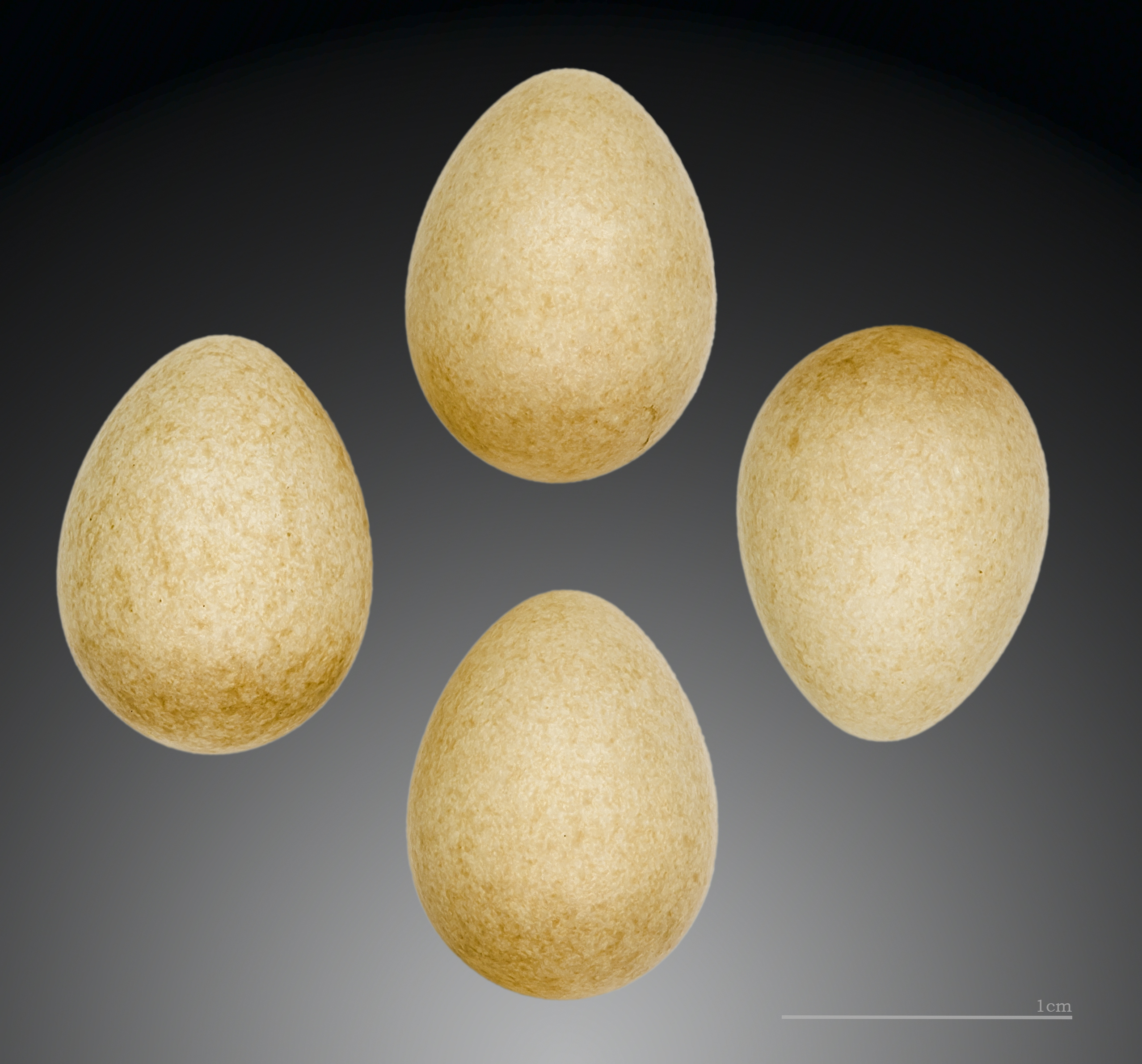
Regulus regulus regulus  – 土魯斯博物館
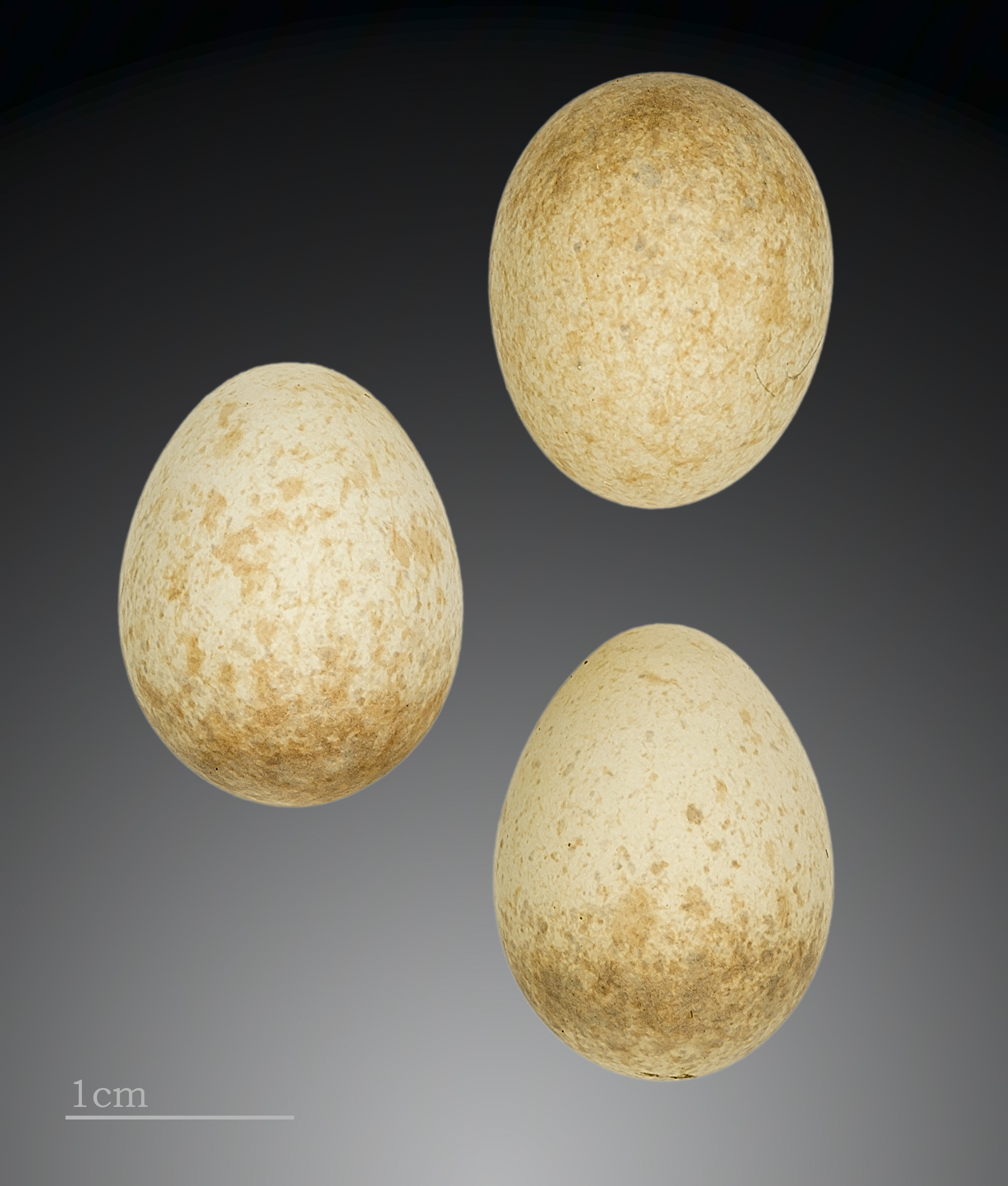
Regulus regulus azoricus  – 土魯斯博物館
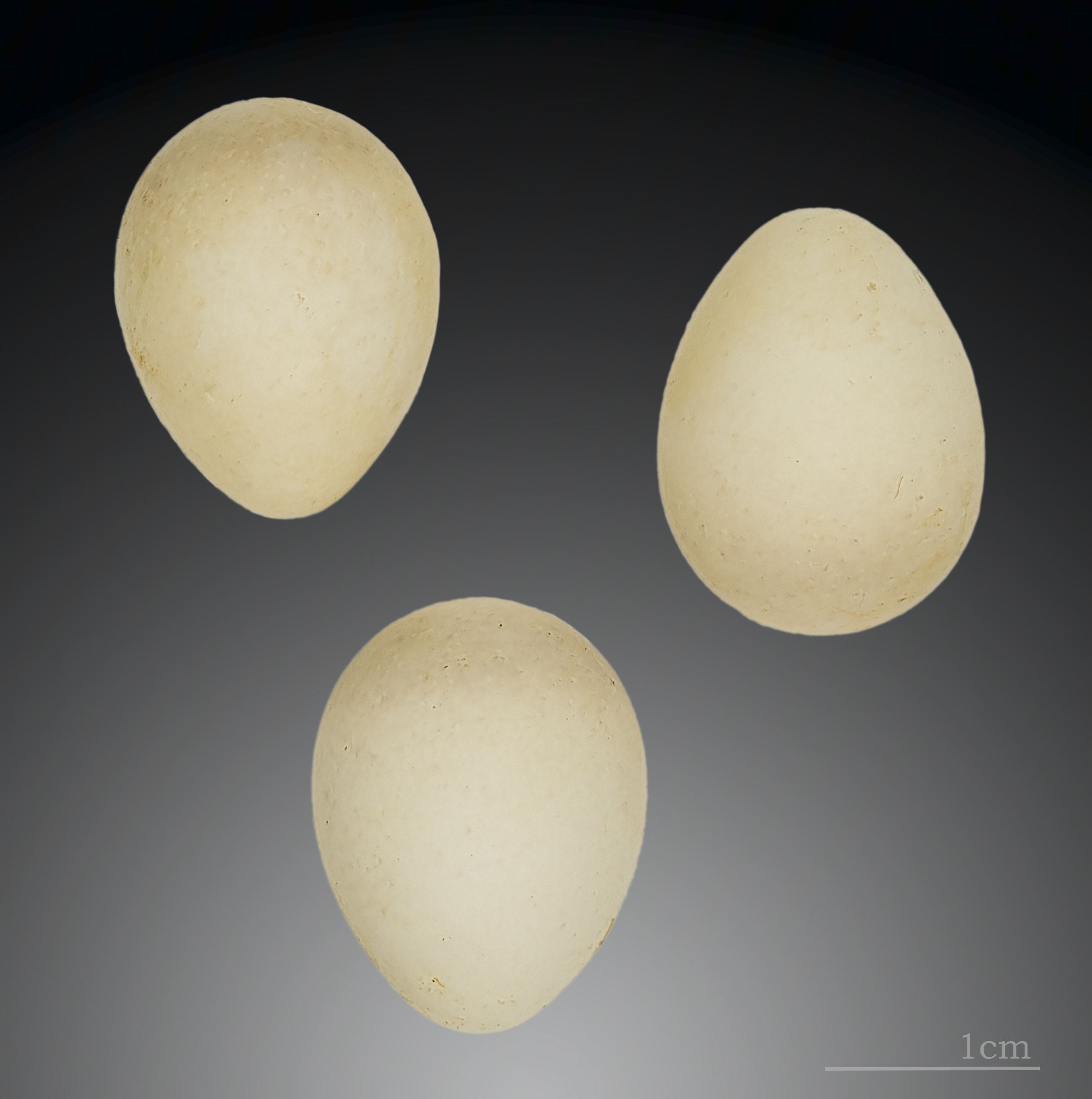
Regulus regulus inermis  – 土魯斯博物館
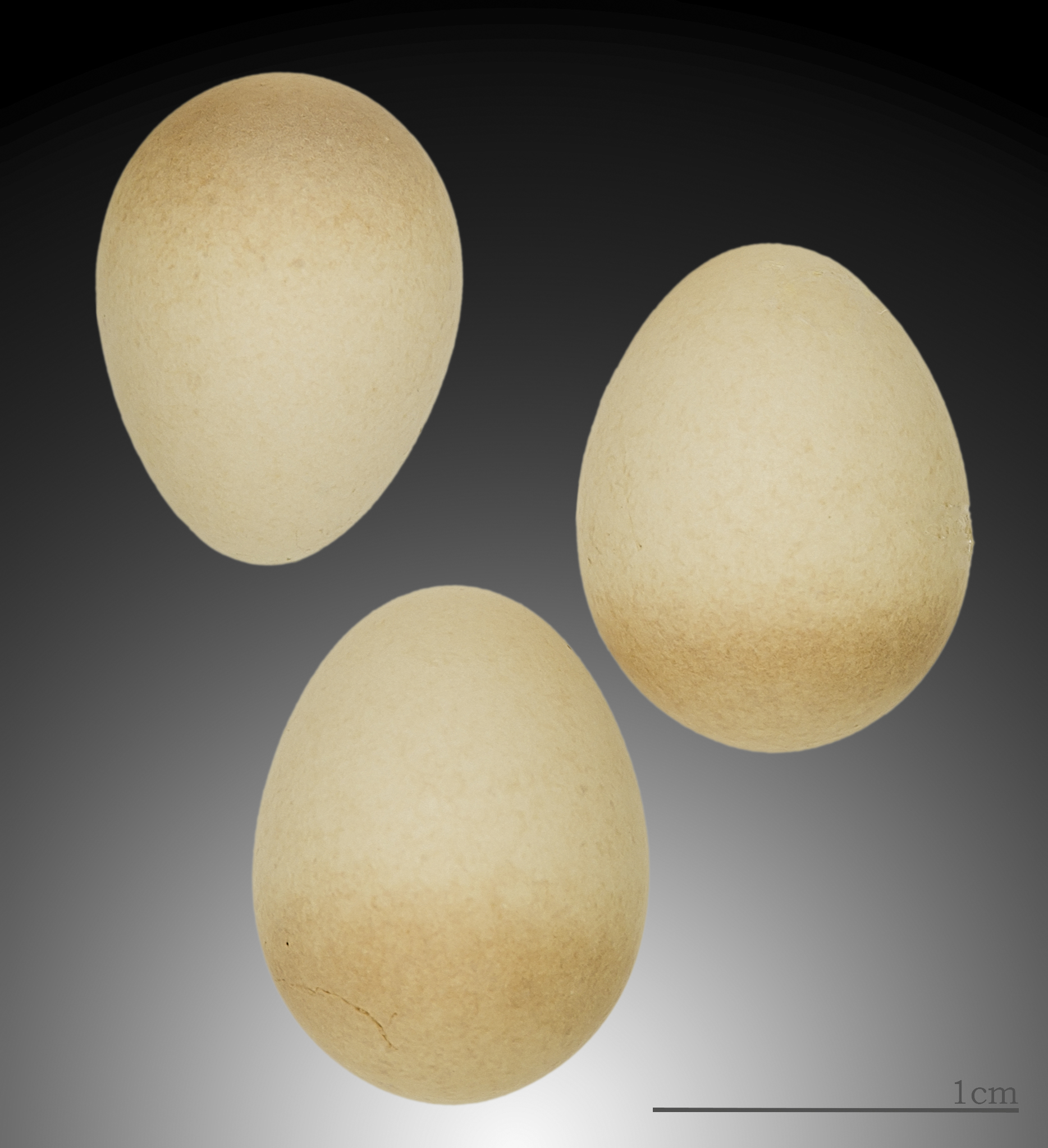
Regulus regulus teneriffae  – 土魯斯博物館

產卵從4月底到5月初開始。 蛋呈白色，寬端帶有非常不明顯的黃褐色、灰色或棕色斑點。 蛋的大小為14 mm × 10 mm（0.55英寸 × 0.39英寸），重量為0.8 g（0.028 oz），其中5%是蛋殼。 在歐洲，巢卵數通常為9至11顆，但範圍為6到13顆。蛋在巢中堆疊，雌鳥會用她的孵卵斑保持蛋的溫暖，並將她溫暖的雙腿插入蛋堆的中央來保溫。 同一窩的蛋會逐漸變大，最後一顆蛋的大小可能比第一顆大20%。 第二窩蛋很常見，通常在第一窩仍有幼鳥時產下。雄鳥會築第二個巢， 並在雌鳥孵蛋時餵養第一窩的幼鳥；當第一窩的雛鳥離巢後，雄鳥會加入雌鳥一起餵養第二窩。 雌鳥在孵蛋時通常不會被雄鳥餵食。她是一個非常專注的孵蛋者，當受到干擾時不願離開巢，甚至當巢被移動或被人手持時，她仍然會繼續留在巢中。
蛋的溫度保持在36.5 °C（97.7 °F），雌鳥會通過調整孵蛋時間來調節蛋的溫度。隨著氣溫升高，雌鳥離巢的時間增加，光線強度較低時，尤其是清晨和傍晚，她會更加緊密地孵蛋。 雌鳥孵蛋時間為16至19天，雛鳥孵化後再過17到22天便可離巢。雙親共同餵養雛鳥和已離巢的幼鳥， 在非常炎熱的天氣裡，曾觀察到雌鳥會將水滴帶回巢中餵給雛鳥。 戴菊在一歲後即達到性成熟，成鳥的年死亡率超過80%，因此其預期壽命約為8個月，這是除少數Coturnix物種外壽命最短的鳥類之一。 儘管如此，仍有記錄顯示某隻個體存活至4年10個月， 還有一隻1989年在英國溫徹斯特被繫放的鳥在7年7個月後被發現死於摩洛哥的報告。
儘管牠們的分佈範圍有相當重疊，雜交現象在戴菊和火冠戴菊之間似乎因求偶儀式的差異和不同的臉部花紋而被阻止。即使在人工環境中，將雌戴菊加上人工的眼紋以促進與雄火冠戴菊交配，混合的雛鳥仍未被雙親撫養，並且與親代物種相比，適應性較差。

### 覓食

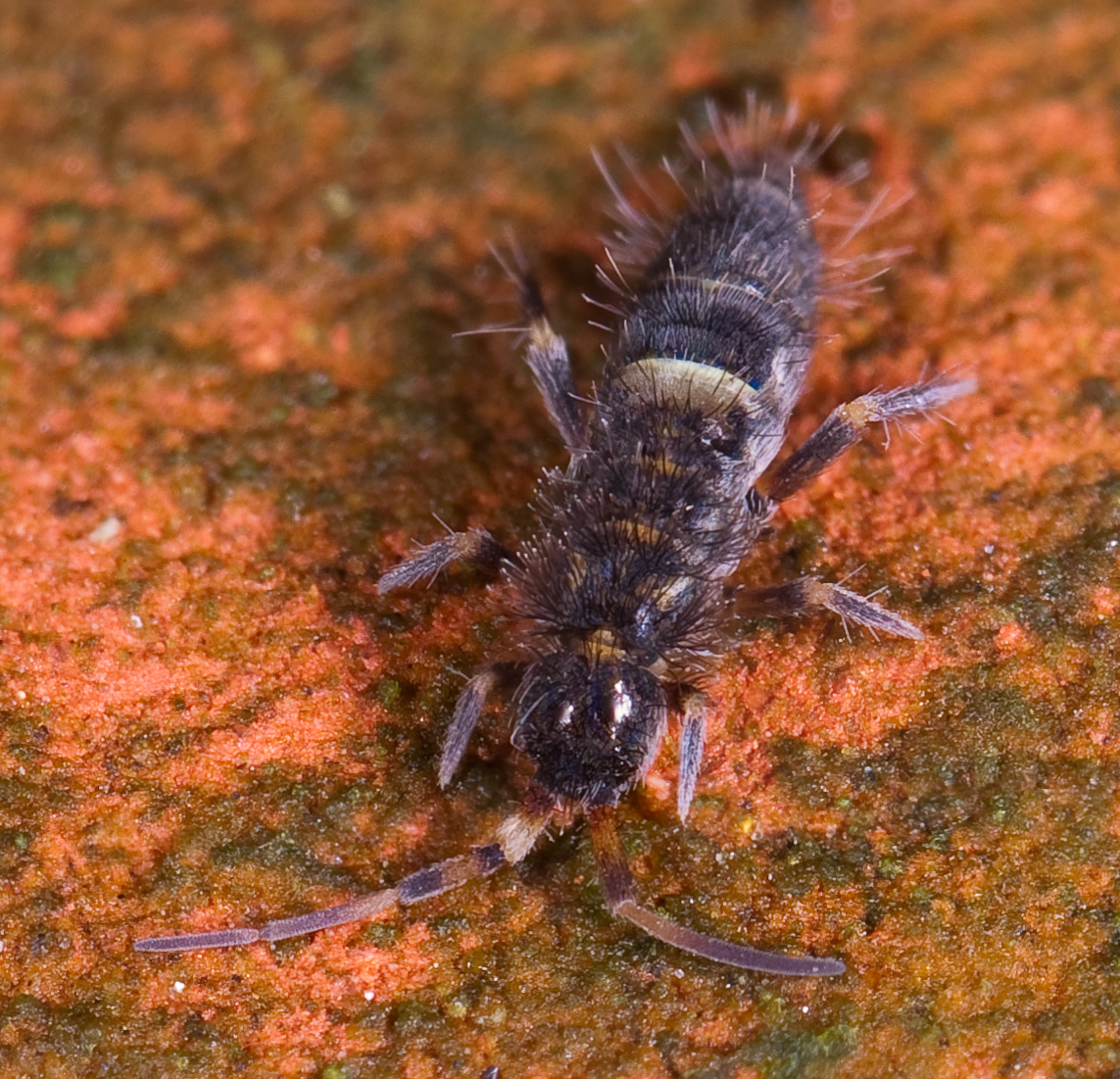
彈尾蟲 是主要飲食項目

所有Regulus物種幾乎都是食蟲動物，主要捕食帶有軟角質層的小型節肢動物，如跳蟲、蚜蟲和蜘蛛。牠們還會吃蜘蛛和昆蟲的蛹繭及卵，偶爾也會取食花粉。所有物種都能在盤旋時捕捉飛行中的昆蟲。雖然體型相似的戴菊和火冠戴菊經常在一起出現，但有多種因素可以減少牠們之間對食物的直接競爭。戴菊偏好比火冠戴菊更小的獵物。儘管兩者在秋季遷徙時都會從蜘蛛網中取食被困的昆蟲，但火冠戴菊還會吃更大的圓網蜘蛛（也曾發現戴菊被困在蜘蛛網中，無法移動甚至死亡的情況）。
戴菊捕食各種獵物，特別是蜘蛛、毛毛蟲、半翅目昆蟲、跳蟲和蒼蠅。有時也會捕食較大的獵物，如橡樹蛩螽和捲葉蛾。飛行中的昆蟲通常是在盤旋時捕捉，但並不會主動追擊；曾有記錄顯示一隻戴菊在飛行中攻擊了一隻大型的蜻蜓，但被蜻蜓帶著飛行了一段距離後才放開，且蜻蜓未受傷。 戴菊偶爾會與山雀一起在地面上翻動落葉覓食。非動物性食物較為罕見，但曾觀察到戴菊與山雀和䴕一起從斷裂的樺木枝上飲取樹液。
戴菊通常在樹上覓食，經常在樹枝和葉子的底面活動。這與火冠戴菊形成對比，後者主要在針葉林的樹枝上表面及闊葉樹的葉面上活動。在冬季，戴菊的覓食速度只有火冠戴菊的三分之一，牠們會捕捉火冠戴菊忽略的最小獵物。 這些行為差異是由微妙的形態差異所促成的；火冠戴菊有較寬的喙和較長的嘴鬚（這有助於保護鳥類的眼睛免受捕食時獵物的傷害），這些特徵反映了火冠戴菊捕捉較大獵物的習性。火冠戴菊的尾巴叉較淺，這可能與牠們在覓食時長時間的盤旋有關。火冠戴菊更常在地面上行走覓食，牠們的腳也更適合棲息，而戴菊較長的後趾則反映了牠們在覓食時沿著樹枝垂直移動的習慣。戴菊的腳掌上有深溝，能夠抓住單根松針，而火冠戴菊的腳掌表面則較為光滑。
戴菊的分佈範圍和棲地偏好與嘰喳柳鶯非常相似，有些證據表明，當戴菊的繁殖密度高時，會抑制嘰喳柳鶯的族群，雖然反過來的情況並不成立。沒有證據表明這兩個物種在爭奪領地，無論如何，嘰喳柳鶯的體重比戴菊重50%。儘管如此，芬蘭有150萬對繁殖中的戴菊，而嘰喳柳鶯只有40萬對，隨著該國雲杉林區的擴大，只有戴菊的數量有所增加。戴菊可能在食物競爭上勝過了嘰喳柳鶯，尤其是因為嘰喳柳鶯這種較大的鳥類面臨其他食蟲鳥類的更多競爭，包括其他柳鶯屬的鳥類。兩種鳥類都出現在相似的森林中，但嘰喳柳鶯更常在距離林緣100米（330英尺）的地方活動，而戴菊則在森林更深處繁殖。 儘管如此，沒有確鑿的證據表明芬蘭部分地區的嘰喳柳鶯亞種Phylloscopus collybita abietinus的數量減少是由於與柳鶯和戴菊的競爭所致。
在繁殖季節之外，小群的戴菊會維持專屬的冬季覓食領地，並捍衛其不受鄰近群體的侵擾。牠們在領地內四處遊走時，經常會加入其他遊蕩的群體，如山雀和鶯類。 戴菊和其他偏好冬季混合種覓食群的物種一樣，覓食時會涵蓋更廣的高度範圍和植被類型，超過獨自覓食時的範圍。對於這些傾向於成群覓食的物種來說，群體中的覓食成功率大約是獨自覓食時的兩倍。 成群覓食的一個後果是，覓食區域可能會受到限制，以避免與其他物種競爭。在一項瑞典研究中，煤山雀和戴菊在外層樹葉中覓食，而體型較大的褐頭山雀和冠山雀則在內層樹冠活動。在減少褐頭山雀和冠山雀數量的地點，戴菊和煤山雀會將覓食範圍擴展到內層樹冠，但在這兩種體型較大的山雀仍然存在的地方則不會這樣做。 在某些地區，越冬的鳥類已經養成習慣，會到餵鳥台和鳥桌取食脂肪，有時還會與鶯類如嘰喳柳鶯和黑頭鶯一起取食。

### 冬季生存

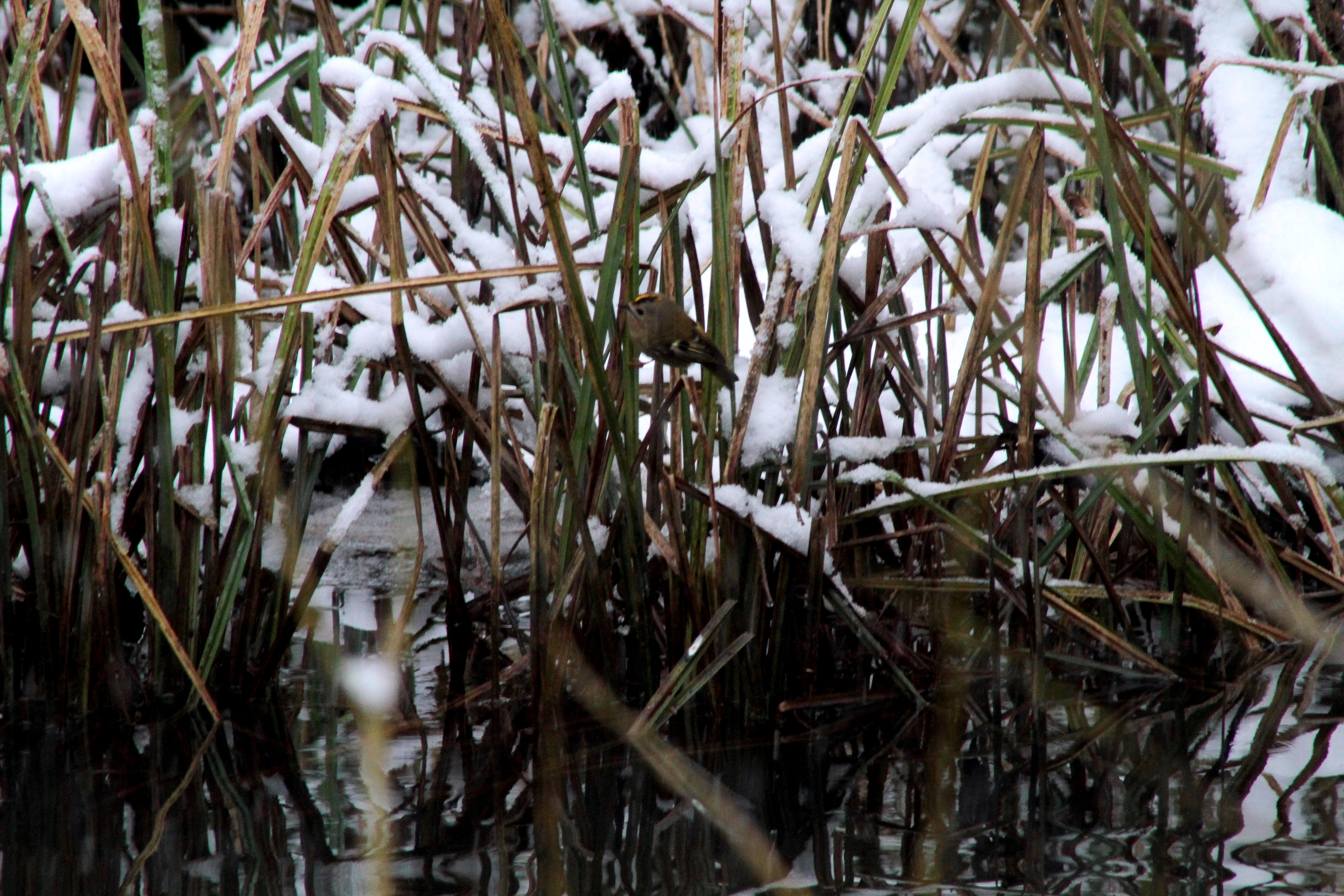
戴菊–冬季–莫特公園, 梅德斯通, 英國

一些小型雀形目鳥類在寒冷的冬夜透過降低代謝率並誘發低體溫，使體溫最多下降至比正常溫度低10 °C（18 °F）的狀態，以減少過夜的能量消耗。然而，在極寒的條件下，對於像戴菊這樣的小型鳥類來說，誘發低體溫所節省的能量可能不足以抵消低體溫帶來的負面影響，特別是日出時恢復正常體溫所需的能量。 觀察到的五隻進食良好的鳥類表明，它們在寒冷的夜晚保持正常體溫，這是透過代謝白天儲存的脂肪來實現的，並且牠們實際上採用了行為溫度調節策略，例如在濃密的樹葉中或雪洞中集體棲息，以渡過冬夜。 兩隻鳥一起棲息時可以減少四分之一的熱量損失，而三隻鳥則可減少三分之一。 在冬季18小時的長夜中，當其分佈區北部的氣溫低至−25 °C（−13 °F）時，戴菊群體靠擠在一起保持溫暖，每隻鳥會消耗相當於其體重20%的脂肪來保持體溫。
遷徙的鳥類主要依賴儲存的脂肪，並且也會代謝蛋白質作為補充能量來源。 那些體內脂肪儲備較多的鳥類，在遷徙途中可能僅需停留1到2天；儘管牠們在旅程中已經減輕了體重，但還有足夠的能量儲備到達越冬地。隨著牠們向南遷徙，遷徙中的雄鳥比例逐漸增加。即使在遷徙途中，同物種內也存在競爭，體型較大且更具攻擊性的雄鳥可能獲得更多食物，因此其死亡率比雌鳥低，無論是在向南遷徙過程中，還是留居種群中，都是如此。

## 捕食者與寄生蟲
在戴菊的分佈範圍內，主要捕食小型林地鳥類的捕食者是北雀鷹，其飲食中最多有98%是鳥類。灰背隼、灰林鴞和長耳鴞也會捕獵戴菊。小型林地鳥類的不規則移動和飛行，因為牠們在遠離掩護時容易受到攻擊，這些動作可能有助於迷惑捕食者。 戴菊極少被記錄為大杜鵑的宿主，後者是一種廣泛分佈的歐洲巢寄生者。
戴菊也是廣泛分佈的秧雞蚤Dasypsyllus gallinulae的宿主， 以及羽虱Philopterus reguli的宿主。無肛軟蜱Ricinus frenatus曾在日本的東方戴菊亞種R. r. japonensis身上發現， 也在另一端的法羅群島和西班牙的指名亞種鳥類身上發現。 這些虱子會在宿主身上爬行， 並擁有強壯的口器，可以刺穿宿主的皮膚，以吸食血液，有時也會吸取羽毛組織。 在Regulus屬中已記錄到多種羽蟎；這些蟎蟲生活在羽毛上，攝食羽毛上的真菌。 羽毛上的真菌可能會以外層羽毛的角蛋白或羽毛油為食。

## 狀態
戴菊的分布範圍廣泛，估計約有13.2 百萬平方公里（5.1 百萬平方英里），總數量估計在80至200 百萬隻之間，因此在IUCN紅色名錄中被歸類為無危物種。 20世紀期間，隨著針葉林種植區的擴展，戴菊的分布範圍在蘇格蘭、比利時、挪威和芬蘭有所向北擴展。儘管如此，總體數量仍然穩定，但在嚴冬時可能會出現暫時性的大幅下降。
雖然密集的針葉林可以在夜間為鳥兒提供棲息的庇護，但在嚴冬時的損失仍可能相當慘重。一項芬蘭的研究發現，戴菊冬季的存活率非常低，主要以蜘蛛為食的群體中，僅有十分之一的鳥兒能夠熬過冬天活到春季。每個群體都在一定的冬季領域內活動，它們的冬季生存取決於食物供應的密度。對於這些北方鳥類而言，生存需要在冒著飢餓風險留在原地和面對遷徙的危險之間取得平衡。 即使在氣候稍微溫和的地區，過冬是正常現象，但偶爾的極寒冬天仍可能導致如此重大的損失，致使繁殖群體需要數年時間才能恢復。1930年，英國鳥類學家Thomas Coward寫道：
直到1916–17年的嚴冬之前，戴菊在我們島嶼的所有林地區域廣泛繁殖；到了1920年，牠幾乎只剩下了訃告，因為繁殖族群幾乎被「完全抹除」。 ... 甚至作為冬季來訪者的戴菊在那幾年間也變得稀少，消失在大多數繁殖地中。然而，現在牠已經完全恢復了。
相反地，當連續幾個冬天氣候溫和時，戴菊的數量可以迅速增加。在英國低地地區，1970/71年冬季之後，戴菊的數量增加了48%，許多對鳥兒甚至擴展到通常不會繁殖的闊葉林。

## 在文化中

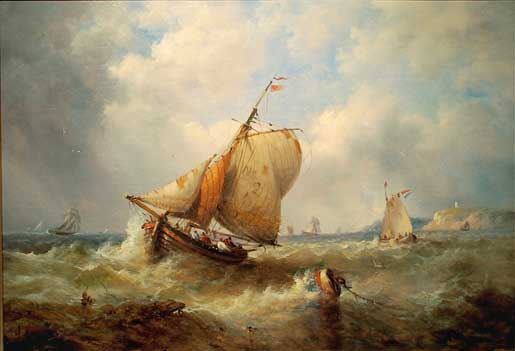
"漁船" 作者：約翰·摩爾。薩福克郡的漁民將戴菊稱為「鯡魚刺」。

亞里士多德（公元前384–322年）和普林尼（公元23–79年）都曾寫過一個關於鳥類比賽的傳說，鳥類之間進行比賽，看誰能飛得最高，冠軍將被授予為鳥王的頭銜。一開始，似乎老鷹會輕鬆獲勝，但當牠開始疲倦時，一隻藏在老鷹尾羽下的小鳥飛了出來，飛得更高，並奪得了這個頭銜。 根據這個傳說，在許多歐洲民間傳說中，鷦鷯被描述為「鳥中王」或火炬攜帶者。然而，這些頭銜也被賦予給戴菊屬物種，因為戴菊和火冠戴菊鳥頭上的火焰形冠毛，使得牠們更有可能是這些頭銜的原始擁有者， 由於傳說提到「最小的鳥」成為國王，這個頭銜可能後來被轉移給了同樣細小的鷦鷯。 這種混淆可能是由於希臘語中鷦鷯（「王」）和戴菊鳥（「小王」）兩個詞的相似性和互換性引起的。 在英語中，戴菊與歐亞鷦鷯之間的聯繫可能因為戴菊的舊稱「金冠鷦鷯」而得到了強化。
它對文學的影響不大， 但它是Charles Tennyson Turner的短詩《The Gold-crested Wren》中的主角，該詩首次於1868年出版。 戴菊的一個古老英語名稱是「山鷸嚮導」，因為遷徙的戴菊會比山鷸早幾天到達。有一個毫無根據的傳說說戴菊會躲在更大鳥類的羽毛中搭便車， 還有類似的故事聲稱貓頭鷹提供運輸服務。 蘇福克的漁民稱這種鳥為「鯡魚雀」或「從海洋那頭來的小傢伙」，因為遷徙的戴菊經常會停在鯡魚船的索具上，漂泊於北海。